# Stadtwappen von Granada

Das Stadtwappen von Granada seit 1843

Das Stadtwappen von Granada ist eines der unverwechselbaren Symbole der Stadt Granada und erscheint auch in der Mitte der Stadtflagge. Es wurde der Stadt am 18. Dezember 1843 durch Königin Isabella II. von Spanien in einem Pergament verliehen, das bis heute im Rathauspalast aufbewahrt wird.

## Beschreibung
In der Heraldik werden die Bezeichnungen rechts und links grundsätzlich aus der Sicht der Person verwendet, die den Schild vor sich her tragen würde, also entgegengesetzt zur Sicht des Betrachters.
Der Wappenschild ist geteilt und die untere Hälfte zusätzlich gespalten. In der oberen Hälfte sitzen vor silbernem Hintergrund die Katholischen Könige auf roter Fläche auf goldenen Thronen. Rechts sitzt Fernando II. von Aragón in blauem Gewand und rot gefüttertem Hermelinmantel, in der Rechten ein silbernes Schwert mit goldenem Griff und eine goldene Krone auf dem Haupt. Zur Linken sinkt Isabella I. von Kastilien in rotem Gewand mit Hermelinmantel, in der Rechten ein goldenes Zepter, eine goldene Krone auf dem Haupt und die Füße auf einem goldenen Schemel. Beide sitzen unter einem roten Baldachin mit goldenen Quasten. Im rechten Unterfeld steht in goldenem Feld der schwarz vermauerte Torre de la Vela der Alhambra, von dessen Zinnen eine spanische Flagge nach links weht. Im linken Unterfeld steht in Silber ein goldener Granatapfel mit rotem Riss und grünem Stiel und zwei grünen Blättern. Der Schildrand ist in zwölf Felder unterteilt. Darin wechseln sich sechsmal ein roter aufrechter Löwe in Silber mit viermal einem goldenen Kastell mit blauen Fenstern und Toren in Rot ab. Die Positionen in der oberen Mitte und unter der Spitze nehmen goldene Felder ein, in denen silberne, schwarz vermauerte Kastelle mit schwarzen Fenstern und Toren stehen, von denen nach beiden Seiten rote Flaggen wehen. Um den Schild liegt ein Spruchband mit der schwarzen Inschrift: Muy noble, muy leal, nombrada, grande, celebérrima y heroica ciudad de Granada (= Edelste, treueste, namhafte, große, sehr berühmte und heldenhafte Stadt Granada), das unten von einer goldenen Quaste zusammengehalten wird. Auf dem Schild liegt die geschlossene spanische Königskrone mit blauem Reichsapfel und goldenem Äquator, Halbmeridian und Kreuz.

## Geschichte der Verleihung des Wappens
Am 26. Mai 1843 erhob sich das Bataillon von Asturien, das die Garnison von Granada besetzte, gefolgt von der Miliz und unterstützt von der Bevölkerung Granadas zu Gunsten der noch minderjährigen Königin Isabella II. gegen das Regiment des Regenten, General Joaquín Baldomero Fernández-Espartero, der an diesem Tag in Madrid das Parlament aufgelöst hatte. Daraufhin erklärte sich Granada als zweite Stadt Spaniens nach Málaga als vom Madrider Regime unabhängig.
General Espartero befahl, diesen Aufstand zu beenden und schickte zu diesem Zweck eine Division unter dem Kommando von General Álvarez, die mit der Belagerung der Stadt begann. Die Stadt ergriff die entsprechenden Maßnahmen zu ihrer Verteidigung, indem sie die Fahne am Torre de la Vela der Alhambra hisste, wiederholt die Glocken läutete und sich weigerte, Granada auszuliefern. General Álvarez wurde von der Madrider Regierung abgelöst, als festgestellt wurde, dass er nicht in der Lage war, die Stadt einzunehmen und durch General Juan Van Halen ersetzt, der den Belagerungsring enger ziehen konnte. Angesichts des großen Muts und Widerstands der Miliz und des Volkes und des gleichzeitigen Aufstands in Málaga musste die Belagerung aufgehoben werden und der Regent Espartero sich zurückziehen und letztlich ins Exil nach England fliehen.
In Anerkennung des mutigen Verhaltens Granadas fertigte die mittlerweile volljährige Königin am 18. Dezember 1843 ein Pergament zur Verleihung des Wappens und aller darin genannten Titel mit folgendem Text aus:
„Die Anstrengung, mit der Ihr heldenhaften Granadiner, unterstützt von der entschlossenen Garnison, meinen Thron und die nationalen Interessen verteidigt habt, hat meine allergrößte Aufmerksamkeit erregt. Als treuen Ausdruck meiner Empfindungen hat die Regierung der Nation dieser Stadt den Titel einer heldenhaften Stadt und ein neues Feld für ihr Wappen verliehen, damit die zukünftigen Generationen eine Erinnerung besitzen und sich an Euch ein Beispiel dafür nehmen können, was ein Volk wert ist, das für seine Könige und Institutionen kämpft. Ich bin zum Entschluss gekommen, Euch eine goldenes ABBILD zu schenken, auf welches das Wappen dieser Stadt mit dem neuen Aussehen geprägt ist.“
Mein Beauftragter, D. Jaime Salamanca, der es Euch vorstellen wird, wird gleichzeitig die Gefühle zum Ausdruck bringen, die ich Euch gegenüber empfinde, und er wird entsprechende Anweisungen geben, damit dieser Akt mit der größten Feierlichkeit vollzogen wird, so wie es mein Wunsch ist. Euch, der Regierungskommission, der konstitutionellen Gemeinde, den Zünften, Milizen und allen Bewohnern der edelsten, treuesten, namhaften, großen, berühmten und heldenhaften Stadt Granada, sende ich Grüße. Fleht zum Himmel, mir Sicherheit auf dem Thron zu geben, auf dem ich durch die Gnade Gottes und die Verfassung sitze.
„Ich, die Königin, gegeben in meinem Palast in Madrid am 18. Dezember 1843.“

## Vorgängerversion des Stadtwappens
Vom alten Stadtwappen Granadas nimmt man an, dass es von 1493, dem Jahr nach der Eroberung der Stadt, stammt, obwohl das genaue Datum nicht dokumentiert ist. Es wird in Form einer Stickerei im Museo Histórico Municipal de Granada aufbewahrt. Die volkstümliche Tradition geht davon aus, dass es von Königin Isabella I. von Kastilien selbst gestickt wurde. Sie war eine große Freundin dieses Kunsthandwerks zur Unterhaltung in ihrer Freizeit. Urkundlich belegt weiß man nur, dass die Stickerei 1697 von Pedro Guillén restauriert wurde.

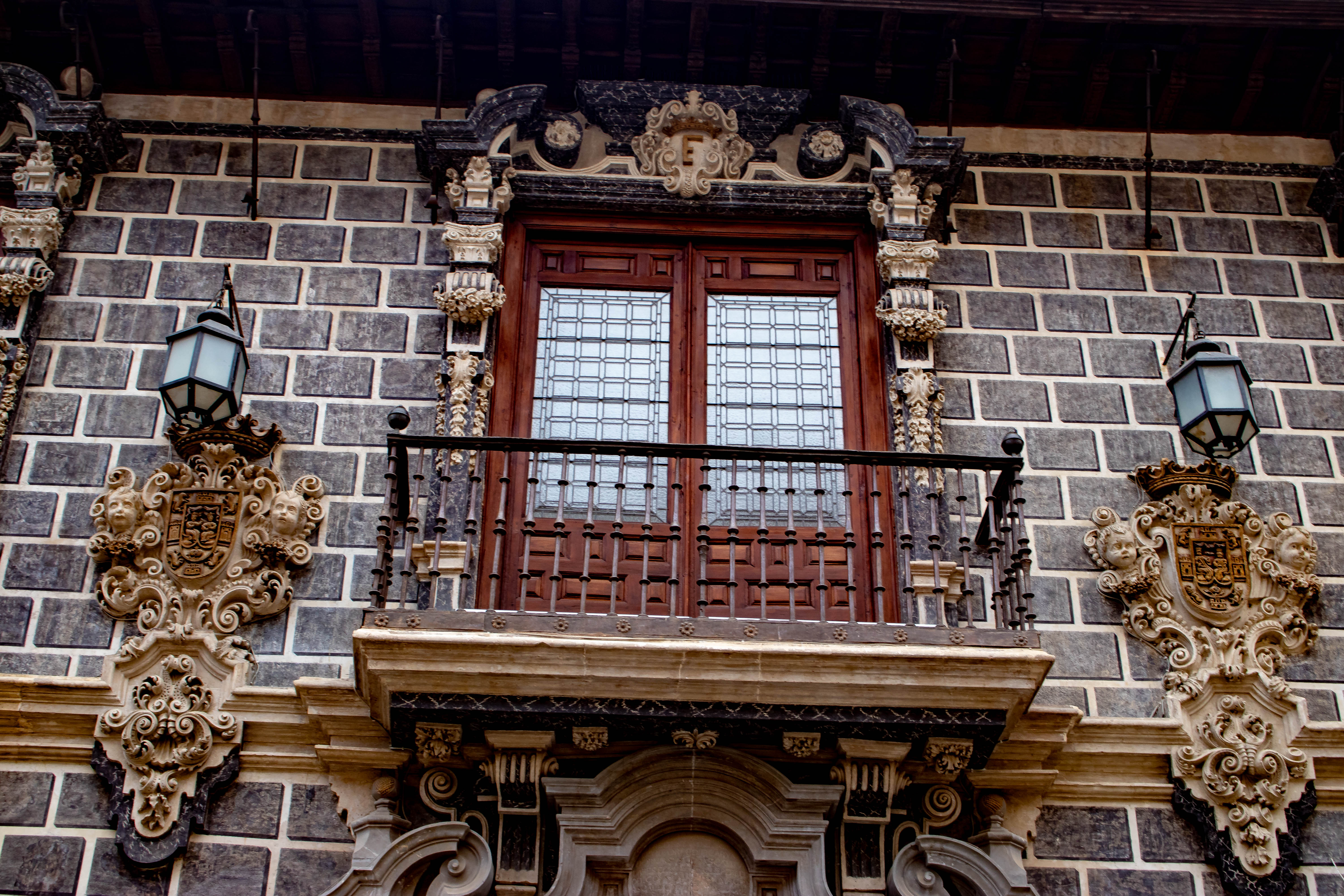
Zwei Abbildungen des alten Stadtwappens von Granada am Palacio de la Madraza

Es wird von einer offenen Krone überragt. Im Oberfeld des geteilten Schilds sind die Katholischen Könige auf Sesseln sitzend in natürlichen Farben unter einem goldenen Baldachin mit silbernen Fransen zu sehen. Fernando II. ist mit Krone, rotem Mantel mit Hermelinkragen und Zepter in seiner rechten Hand nach dem Brauch des 16. Jahrhunderts gekleidet und trägt um den Hals den Orden vom Goldenen Vlies. Isabella I. trägt ihre Krone, einen silbernen Mantel und ein Zepter in der linken Hand. Im Unterfeld steht ein goldener Granatapfel mit Riss auf silbernem Hintergrund. Der Schild ist umrahmt von acht Feldern, in vieren davon goldene Kastelle auf silbernem Hintergrund, die kreuzförmig angeordnet sind, und zwischen ihnen vier natürlich gefärbte, aufrechte Löwen auf natürlichem Untergrund vor blauem Himmel. Die Löwen schauen jeweils zur Mitte, also die rechten nach links und die linken nach rechts.
Ein ähnliches Wappen ist noch an zwei alten Bauten Granadas abgebildet: zum einen an der Lonja de la Capilla Real und zum anderen am ehemaligen Konsistorialpalast, genannt Madraza de Granada.